# مديرية بكيل المير

تعديل مصدري - تعديل

مديرية بكيل المير إحدى مديريات محافظة حجة في اليمن. بلغ عدد سكانها 21701 نسمة عام 2004. تقع المديرية في شمال شرق محافظة حجة وتضم خمس عزل.

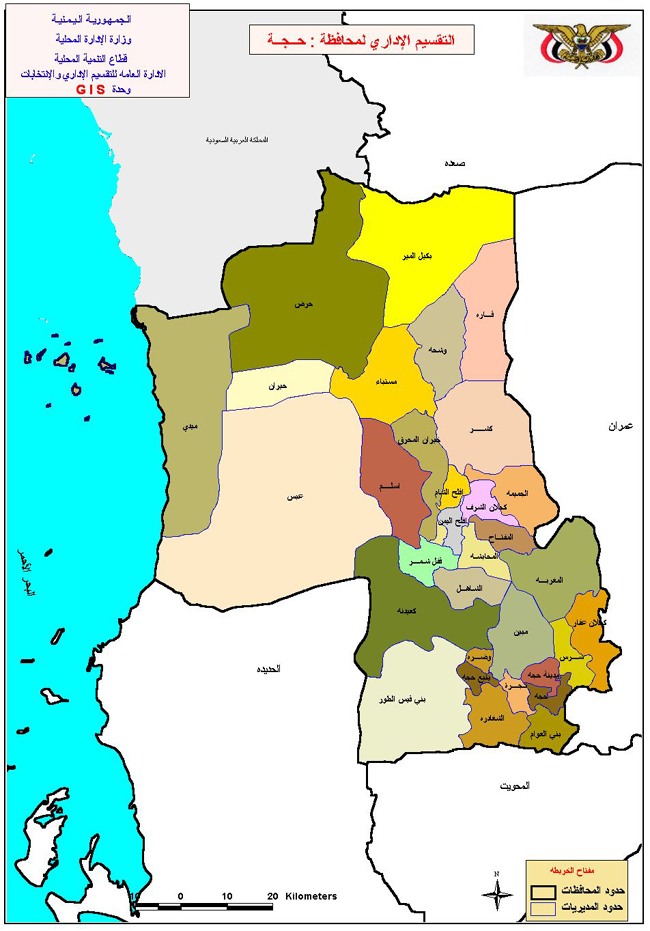
موقع مديرية بكيل المير في محافظة حجة